# پیج (نبراسکا)
پیج(به انگلیسی: Page) شهری در ایالت نبراسکا کشور ایالات متحده آمریکا است که جمعیت آن در سرشماری سال ۲۰۱۰ میلادی، ۱۶۶ نفر بوده‌است.